# Lupinus princei
Lupinus princei är en ärtväxtart som beskrevs av Hermann August Theodor Harms. Lupinus princei ingår i släktet lupiner, och familjen ärtväxter. Inga underarter finns listade i Catalogue of Life.

## Bildgalleri

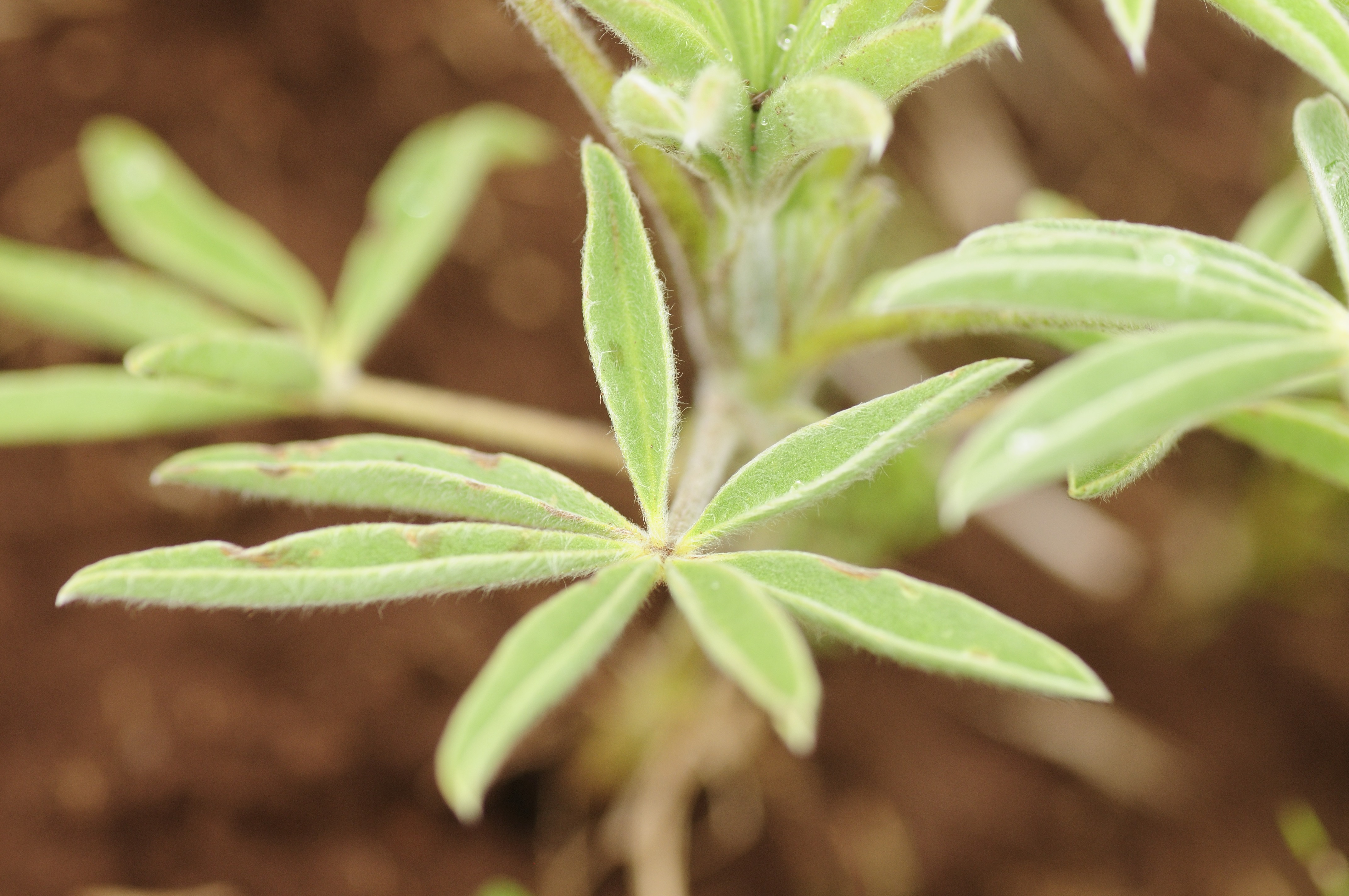
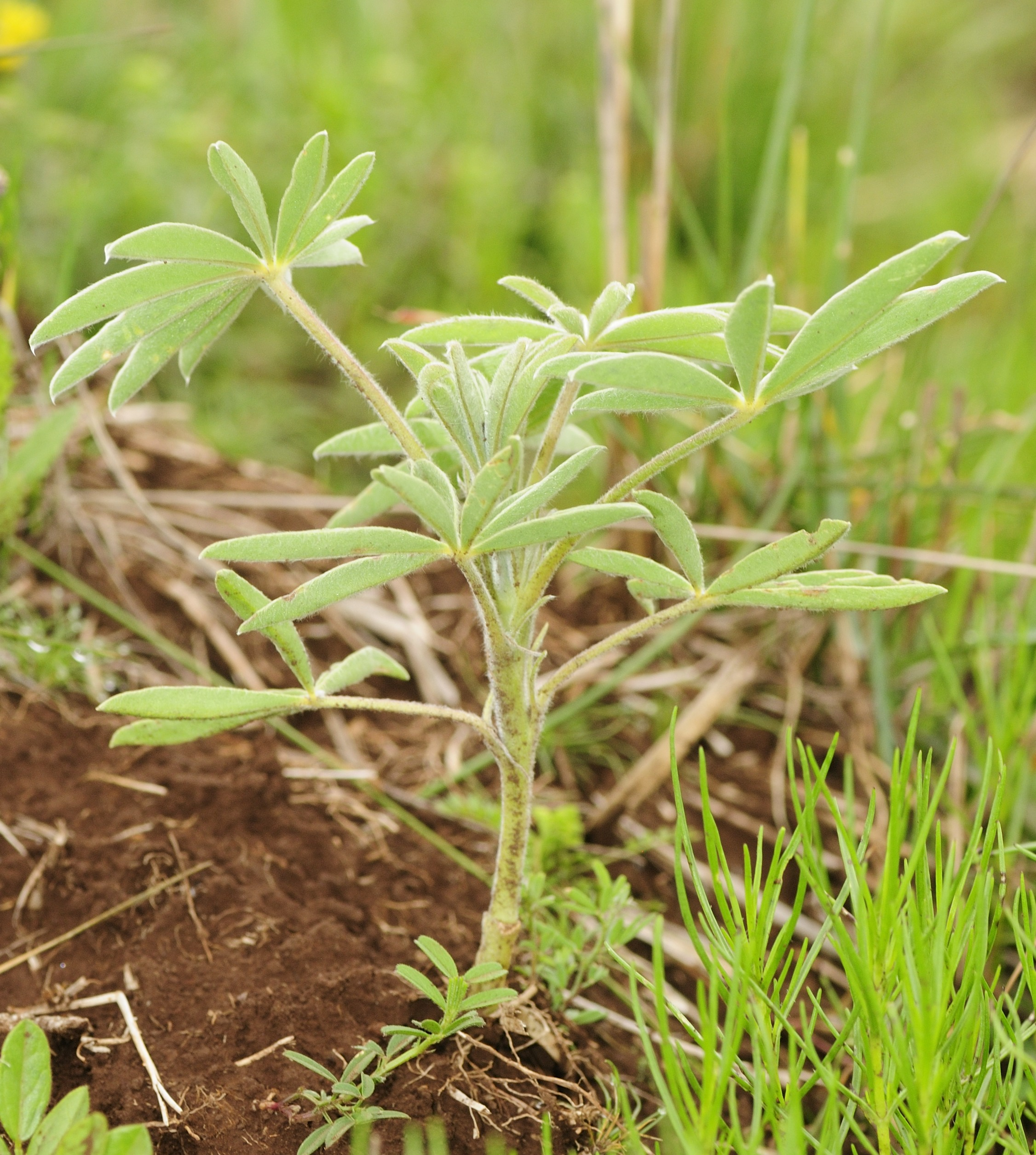